# Valero Rivera
Valero Rivera López (Zaragoza, 14 februari 1953) is een Spaans handbalcoach en voormalig handballer.

## Loopbaan als speler
Rivera werd geboren in Zaragoza, maar groeide op in Les Corts in Barcelona. In 1966 begon hij in de jeugdelftallen van FC Barcelona, waarna hij in 1971 debuteerde voor FC Barcelona Handbol. Uiteindelijk speelde Rivera tot 1983 voor het team, waarvan verschillende seizoenen als aanvoerder. Hij won met Barça drie landstitels (1973, 1980, 1982), drie Copas del Rey (1972, 1973, 1983) en twee Ligas Catalanas (1982, 1983).

## Loopbaan als trainer
Rivera studeerde Bewegingswetenschappen aan het Instituto Nacional de Educación Física de Cataluña, onderdeel van de Universitat de Barcelona. Samen met Francisco Seirul·lo zette hij in de jaren tachtig een succesvol team op bij FC Barcelona Handbol met spelers als Enric Masip en Iñaki Urdangarin. Valero trainde het team van 1983 tot 2003. In deze periode won Valero met FC Barcelona twaalf landstitels, tien nationale bekers en zes Europa Cups.
Na functies als technisch directeur bij FC Barcelona en CAI Aragón werd Rivera in 2008 aangesteld als coach van het Spaans handbalteam. In 2011 behaalde hij met Spanje de derde plaats op het WK. 